# Neidhardswinden

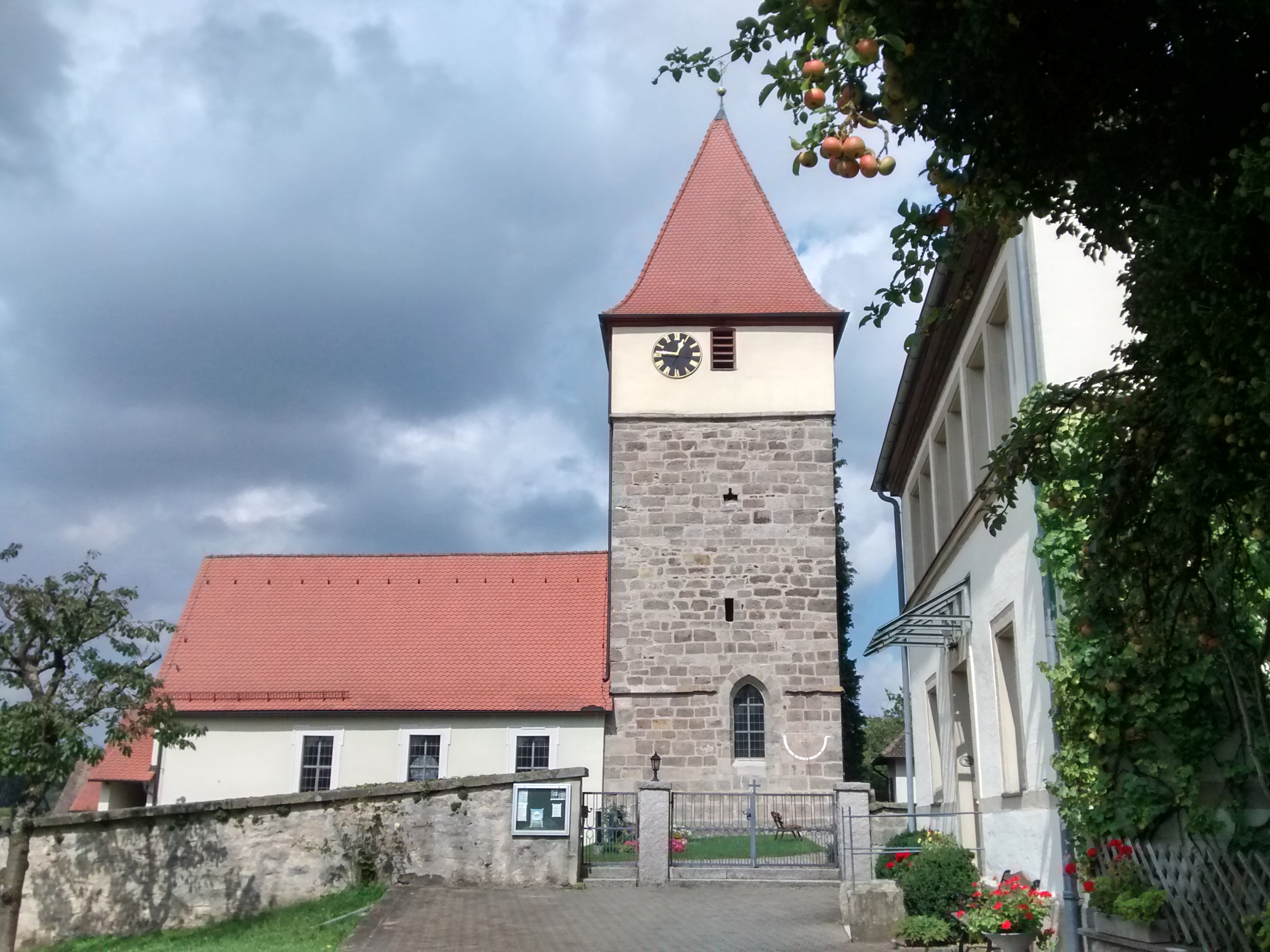
St. Johannes Baptist, ev.-lutherische Kirche

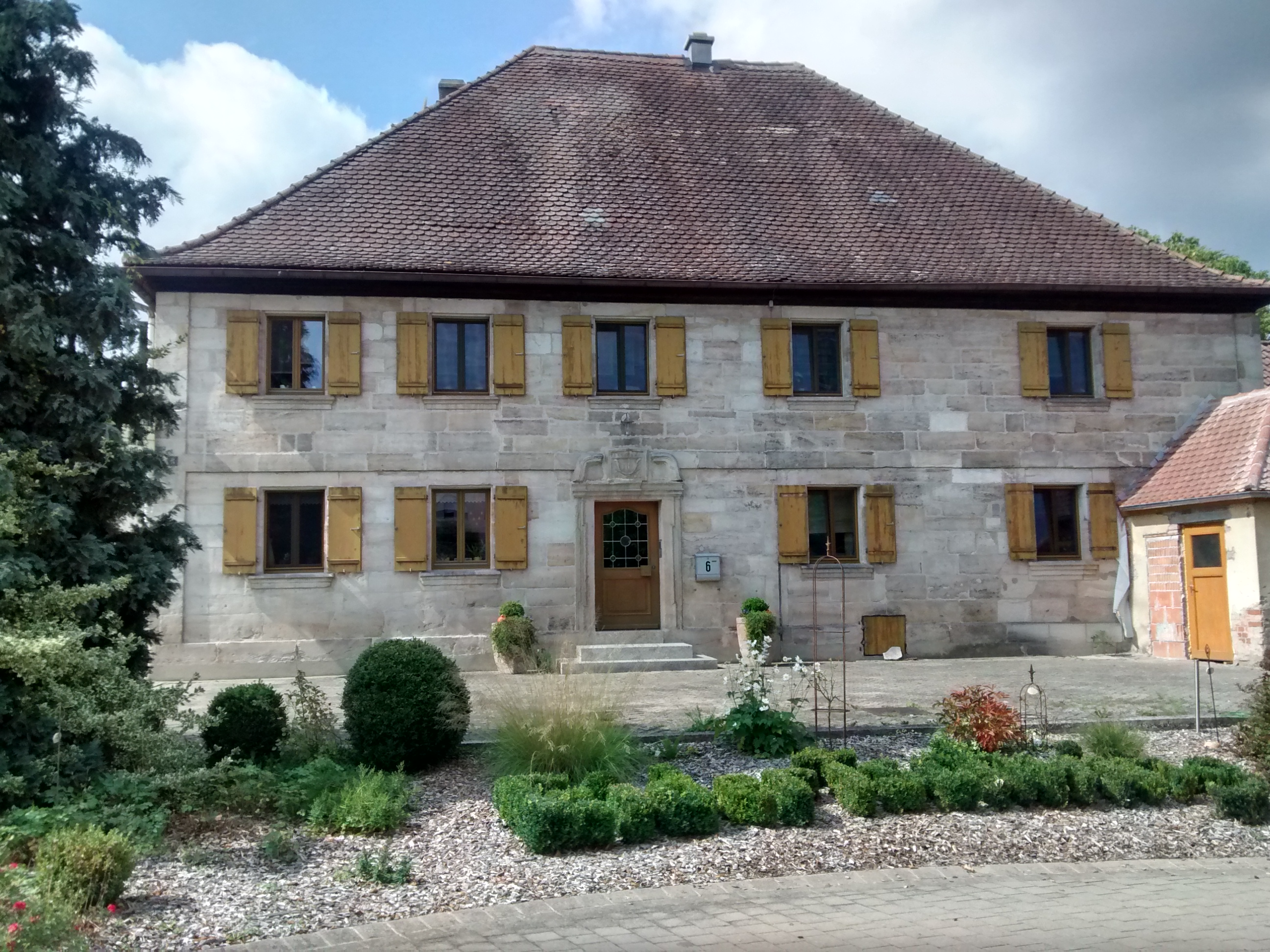
Haus Nr. 6: Gasthaus

Neidhardswinden (fränkisch: Eiterschwing) ist ein Gemeindeteil des Marktes Emskirchen im Landkreis Neustadt an der Aisch-Bad Windsheim (Mittelfranken, Bayern). Die Gemarkung Neidhardswinden hat eine Fläche von 4,929 km². Sie ist in 634 Flurstücke aufgeteilt, die eine durchschnittliche Fläche von 7774,58 m² haben. In ihr liegt neben dem namensgebenden Ort der Gemeindeteil Finkenmühle.

## Geografie
Das Kirchdorf liegt am Neidbächlein, einem rechten Zufluss der Mittleren Aurach. 0,25 km nördlich des Ortes liegt das Waldgebiet Hörlein, 0,75 km nordöstlich das Kalbsholz. 0,5 km östlich liegt das Neuland, 0,75 km nordwestlich die Winterleiten, 0,5 km westlich das Kühtriebfeld, dahinter das Lebkuchner Holz.
Die Staatsstraße 2244 führt nach Neuschauerberg (1,7 km nördlich) bzw. an Kemmathen vorbei nach Markt Erlbach (4 km südwestlich). Die Kreisstraße NEA 23 führt nach Siedelbach (1,3 km südlich). Eine Gemeindeverbindungsstraße führt nach Dürrnbuch zur Kreisstraße NEA 19 (1,8 km südöstlich).

## Geschichte
Aus dem Grundwort des Ortsnamens kann geschlossen werden, dass es sich bei diesem Ort um eine Wendensiedlung handelt. Diese wurden im 8. bis 10. Jahrhundert von deutschen Grundherren zwangsumgesiedelt. Das Bestimmungswort ist Nithart, der Personenname des Siedlungsgründers, der aus der Gegend von Uehlfeld (Rohensaas) stammte. 1295 wurde der Ort als „Neitherswinden“ erstmals urkundlich erwähnt, als der Nürnberger Bürger Hermann von Stein dem Kloster Birkenfeld ein Gut in dem Ort vermachte. Anfang des 14. Jahrhunderts gehörte noch der Zehnte des gesamten Dorfes dem Hochstift Würzburg. 1464 wurde der Ort in der markgräflichen Urbar geführt und zum Amt Markt Erlbach gezählt. Anfang des 16. Jahrhunderts unterstand das Dorf teilweise dem Amt Emskirchen. Den größten Teil der Güter besaß hier jedoch das Rittergut Wilhermsdorf.
Die in der Region ab 1528 umgesetzte Reformation wurde wie in Wilhermsdorf erst 1572 nach Aussterben der bisherigen Herrschaft der Kirchenpatronate im Jahr 1569 (mit Wolf von Wilhermsdorf) und dem Aufzug der Freiherrn von Milchling als neuer Herrschaft durchgeführt.
Gegen Ende des 18. Jahrhunderts gab es in Neidhardswinden 42 Anwesen. Das Hochgericht übte teils, das brandenburg-bayreuthische Fraischvogteiamt Emskirchen-Hagenbüchach, teils die Herrschaft Wilhermsdorf aus. Die Dorf- und Gemeindeherrschaft hatte die Herrschaft Wilhermsdorf, was vom Kasten- und Jurisdiktionsamt Emskirchen angefochten wurde. Grundherren waren das Rittergut Buchklingen, das zur Herrschaft Wilhermsdorf gehörte (33 Anwesen: 16 Güter, 16 Häuser, 1 Schmiede) und andere Grundherren (9 Anwesen).
Von 1797 bis 1810 unterstand der Ort dem Justizamt Markt Erlbach und Kammeramt Emskirchen. 1810 kam Neidhardswinden an das Königreich Bayern. Im Rahmen des Gemeindeedikts wurde es dem 1811 gebildeten Steuerdistrikt Emskirchen und der 1813 gebildeten Ruralgemeinde Dürrnbuch zugeordnet. Von 1817 bis 1818 gehörte Neidhardswinden zum Herrschaftsgericht Wilhermsdorf. Mit dem Zweiten Gemeindeedikt (1818) entstand die Ruralgemeinde Neidhartswinden, zu der Finkenmühle gehörte. Sie war in Verwaltung und Gerichtsbarkeit dem Landgericht Markt Erlbach zugeordnet und in der Finanzverwaltung dem Rentamt Neustadt an der Aisch. Die freiwillige Gerichtsbarkeit und die Polizei über 33 Anwesen hatte jedoch bis 1839 das Patrimonialgericht Wilhermsdorf. Ab 1862 gehörte Neidhardswinden zum Bezirksamt Neustadt an der Aisch (1939 in Landkreis Neustadt an der Aisch umbenannt) und ab 1856 zum Rentamt Markt Erlbach (1919–1929: Finanzamt Markt Erlbach, 1929–1972: Finanzamt Neustadt an der Aisch, seit 1972: Finanzamt Uffenheim). Die Gerichtsbarkeit blieb beim Landgericht Markt Erlbach (1879 in das Amtsgericht Markt Erlbach umgewandelt), von 1959 bis 1972 war das Amtsgericht Fürth zuständig, seitdem ist es das Amtsgericht Neustadt an der Aisch. Die Gemeinde hatte 1964 eine Gebietsfläche von 4,901 km².
Am 1. Januar 1978 wurde Neidhardswinden im Zuge der Gebietsreform in Bayern nach Emskirchen eingemeindet.

### Baudenkmäler
- St. Johannes Baptist, evangelisch-lutherische Kirche[17]
- Kirchhofmauer[17]
- Haus Nr. 6: Gasthaus[17]
- Steinkreuz vor Haus Nr. 4[17]

### Einwohnerentwicklung
Gemeinde Neidhardswinden
| Jahr      | 1818   | 1840   | 1852   | 1855   | 1861   | 1867   | 1871   | 1875   | 1880   | 1885   | 1890   | 1895   | 1900   | 1905   | 1910   | 1919   | 1925   | 1933   | 1939   | 1946   | 1950   | 1952   | 1961   | 1970   |
| Einwohner | 236    | 336    | 329    | 318    | 292    | 265    | 269    | 268    | 282    | 270    | 236    | 214    | 202    | 202    | 209    | 209    | 200    | 211    | 209    | 297    | 286    | 253    | 200    | 202    |
| Häuser    | 47     | 45     |        |        |        |        | 46     |        |        | 53     | 49     |        | 46     |        |        |        | 43     |        |        |        | 42     |        | 45     |        |
| Quelle    | [ 19 ] | [ 20 ] | [ 21 ] | [ 21 ] | [ 22 ] | [ 23 ] | [ 24 ] | [ 25 ] | [ 26 ] | [ 27 ] | [ 28 ] | [ 21 ] | [ 29 ] | [ 21 ] | [ 30 ] | [ 21 ] | [ 31 ] | [ 21 ] | [ 21 ] | [ 21 ] | [ 32 ] | [ 21 ] | [ 14 ] | [ 33 ] |

Ort Neidhardswinden
| Jahr      | 001818 | 001840 | 001861 | 001871 | 001885 | 001900 | 001925 | 001950 | 001961 | 001970 | 001987 | 002014 |
| Einwohner | 228    | 328    | 284    | 262    | 260    | 195    | 193    | 280    | 193    | 196    | 189    | 235    |
| Häuser    | 44     | 46     |        |        | 52     | 45     | 42     | 41     | 44     |        | 50     |        |
| Quelle    | [ 19 ] | [ 20 ] | [ 22 ] | [ 24 ] | [ 27 ] | [ 29 ] | [ 31 ] | [ 32 ] | [ 14 ] | [ 33 ] | [ 34 ] | [ 1 ]  |

## Religion
Seit der Reformation ist der Ort evangelisch-lutherisch geprägt und bis heute nach St. Johannes der Täufer (Neidhardswinden) gepfarrt. Die Einwohner römisch-katholischer Konfession sind nach St. Michael (Wilhermsdorf) gepfarrt.